# Jan Smeken

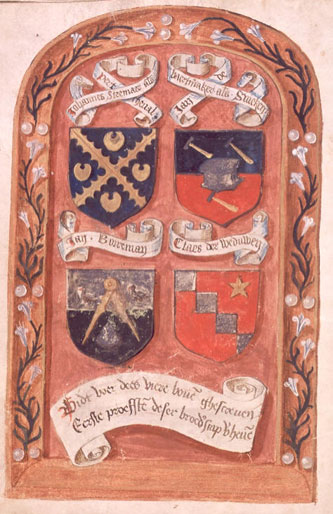
Manuscript over de Broederschap van Onze-Lieve-Vrouw van Smarten, ca. 1500, met de namen en de wapens van de eerste vier provoosten van deze broederschap: Johannes Steemaer (Pertcheval), Jan de Baertmaker (Smeken), Jan Borreman en Claes der Weduwen.

Jan Smeken, ook bekend als Jan de Baertmaker, (Brussel, ca. 1450 - aldaar, 15 april 1517) was vanaf 1485 stadsrederijker van Brussel en factor (artistiek verantwoordelijke) van de Brusselse rederijkerskamer De Lelie die in 1507 met De Violette fuseerde tot 't Mariacranske.

## Biografie
De geboortedatum van Jan Smeken is onbekend. Zijn ouders heetten Heindric en Lysbeth en hij was getrouwd met Margriete, dochter van Peeter de Vos en Leene Crocx.
Hij was de factor van de rederijkerskamer De Lelie waarvan Johannes Steemaer, alias Pertcheval, de prince was. Een belangrijk thema voor de kamer was de devotie van Onze-Lieve-Vrouw van de Zeven Weeën. Deze had, naast de verheerlijking van Onze-Lieve-Vrouw, als doel het Bourgondisch-Habsburgse eenheidsgevoel te promoten. In 1499 richtten de leden van De Lelie zelf een religieuze Broederschap van de Zeven Weeën op. Deze bevorderde de relatie tussen de Brusselse rederijkers en de Habsburgse vorsten want naast leden van De Lelie konden ook niet-leden lid worden van de broederschap. Zo werden Maximiliaan I van Oostenrijk en zijn kinderen Filips en Margaretha ook lid van de broederschap. Toen De Lelie in 1507 fuseerde met De Violette tot 't Mariacranske werd Smeken ook in deze kamer de factor.
In 1485 volgde Smeken Colijn Caillieu op als stadsrederijker van Brussel. In deze functie organiseerde hij inkomsten en andere festiviteiten en schreef hij gelegenheidswerken ter bevordering van de culturele uitstraling van de stad. Zo had hij in 1496 de leiding over de intocht van Johanna van Castilië en organiseerde hij in 1500 de feesten ter gelegenheid van de geboorte van Karel V, de oudste zoon van Filips de Schone en Johanna. Hij schreef zowel in het Nederlands als in het Frans en een deel van zijn werk werd gepubliceerd door de Brusselse drukker Thomas van der Noot. Als stadsrederijker werd hij ook naar andere steden gezonden om te kijken hoe zij feestelijkheden organiseerden. Hij ging onder andere in 1500 naar Gent en in 1501 en 1502 naar Mechelen. Smeken stierf op 15 april 1517 in Brussel. Na zijn dood werd hij als stadsdichter opgevolgd door Jan van den Dale.
Smeken kreeg grotere bekendheid door de ontdekking van zijn auteurschap van het mirakelspel Spel vanden heilighen sacramente vander Nyeuwervaert en later door de uitvoerige studie die Herman Pleij wijdde aan zijn sneeuwpoppengedicht Dwonder van claren ijse en snee.

## Werken
- Een schoon gedicht opten name Jesus
- Spel vanden heilighen sacramente vander Nyeuwervaert (voor 1500?)
- Hue Mars en Venus tsaemen bueleerden (ca. 1500?)
- Een spel op hertoge Karle (1505)
- Een klucht bij de intrede van Jacques de Croy, bisschop van Kamerijk (1507, verloren gegaan).[13]
- Den spieghel der behoudenessen (ca. 1508)
- Spelen van de Zeven Weeën (1508-1514, verloren gegaan)
- Dwonder van claren ijse en snee (1511)
- Gedicht op de feesten ter eere van het Gulden Vlies (1516)

## Historische roman
- Rick de Leeuw en Remco Sleiderink, Ik Jan Smeken, 2017, ISBN 978 94 9267 711 2

- Bibliothèque nationale de France: cb12200529w (data)
- Biografisch Portaal: 14200497
- Digitale Bibliotheek voor de Nederlandse Letteren: smek001
- Gemeinsame Normdatei: 123248167
- International Standard Name Identifier: 0000 0000 1121 9586
- Library of Congress Control Number: n2018068881
- Nederlandse Thesaurus van Auteursnamen: 072729325
- Virtual International Authority File: 19725642
- WorldCat: E39PBJdCqCmBxmbPdGRDm69JjC